# Wiltonia graminicola
Wiltonia graminicola är en spindelart som beskrevs av Forster och Norman I. Platnick 1985. Wiltonia graminicola ingår i släktet Wiltonia och familjen Orsolobidae. Inga underarter finns listade i Catalogue of Life.